# Famille de Chambellé
La famille de Chambellé est une famille noble bretonne recensée au XVIIe siècle, éteinte en ligne agnatique au XIXe siècle.

## Origine
La Famille de Chambellé est originaire du Duché de Bretagne, où elle est recensée au XVIIe siècle dans l'Armorial de Guy Leborgne en date de 1681.

### Notabilités de la famille
Pierre (I) de Chambellé(1607-1675) est cité en tant que maréchal de camp des armées du roi, Gouverneur de la Citadelle et de l'Île de Ré en 1659, chevalier de l'Ordre du roi.
Sidrach (II) de Chambellé (1611-1695), compagnon d'armes de Turenne, est cité en tant que lieutenant-général des armées du roi, nommé Gouverneur de Dunkerque, en 1662.

### La Compagnie de Chambellé en Nouvelle France
Sidrach de Chambellé donne son nom à la Compagnie de Chambellé, unité d'élite qui est envoyée en renfort par le roi Louis XIV à Montréal, en Nouvelle-France, sous les ordres de son neveu Michel-Sidrac Dugué de Boisbriant, futur gouverneur de Montréal en 1670. Ce détachement sera intégré au Régiment de Carignan-Salières.

### Élections de la noblesse de 1789 aux États généraux
En 1789, Pierre-Louis de Chambellé participe aux élections des députés de la noblesse de Bretagne aux États généraux.

## Généalogie
Source primaire
- Sidrach(I)  Chambellé ( -1611) Sergent Royal, puis Notaire du Marquisat de Blain, Sieur de la Rossais, de Bodene (Bout de Bois) et de la Rivière, époux de Janne Hamon fille de Gratien Hamon, Notaire royal de la Cour et Juridiction de Blain, dont :
  - Perrine de Chambellé (1602-....) épouse Pierre Dugué de Boisbriant, seigneur de La Boulardière. Ils sont les parents de Michel-Sidrac Dugué de Boisbriant, commandant de la Compagnie de Chambellé, envoyée en renfort en Nouvelle France par le roi Louis XIV. Il deviendra Gouverneur de Montréal.
  - Thomas de Chambellé, seigneur de Chalonge (12 février 1605 à Héric - 12 avril 1659 à Héric), Sr de Boirivaud.
  - Pierre (I) de Chambellé, seigneur de Chalonge (19 novembre 1607 à Héric - 29 avril 1675 à Nantes), Maréchal de camp des armées du Roi.
  - Sidrach (II) de Chambellé, seigneur de Chalonge (9 mai 1611 à Héric - 22 avril 1695 à Nantes), Lieutenant-général des armées du Roi, Gouverneur de Dunkerque et de Béthune. En 1690, la seigneurie de La Boissière-du-Doré est vendue à Sidrach (II)de Chambellé, déjà propriétaire du château de Chalonge. Elle comprend les seigneuries de L'Aujardière en La Renaudière et de La Cour Bellière.
    - Pierre (II) de Chambellé, seigneur de Chalonge, capitaine des armées du roi.
    - Jacques de Chambellé, seigneur de Chalonge, frère du précédent.
      - Pierre (III) de Chambellé, 1742, fils de Jacques.
        - Pierre (IV) Louis de Chambellé +1838
          - Étienne-Maurille de Chambellé

## Blason
| Blason | Nom de la famille et blasonnement                                                      | Devise |
| ------ | -------------------------------------------------------------------------------------- | ------ |
|        | Famille de Chambellé, D'or à trois chevrons de gueules ; une fasce d'azur sur le tout. |        |

### Seigneuries
Les Chambellé ont d'abord des possessions à Héric et au Nord de la Loire.
- Les Ousches, Terre à Saint-Sébastien-sur-Loire, en 1683 à Pierre de Chambellé.
- Chalonge, Château et terre, Héric, 1679 à Pierre de Chambellé, Sr des Ousches. Un château est construit sur ces terres.
- Le Dréneuc, Terre à Héric, en 1679, Pierre de Chambellé, Sr des Ousches
- La Pervenchère, Terre à Casson, en 1683 à Pierre de Chambellé
- Caugé, La Remaudière
- de la Boissière, Château et terres, La Boissière-du-Doré. En 1690, la seigneurie de la Boissière est vendue à Sidrach de Chambellé, seigneur de l'Aujardière en La Remaudière, propriétaire également du château de Chalonge à Héric ; puis son neveu Pierre de Chambellé capitaine, vivant à Héric ; puis Jacques de Chambellé (frère du précédent) ; puis en 1742 Pierre de Chambellé (fils de Jacques) ; puis à partir de 1786 aux deux fils de Pierre, Pierre-Louis de Chambellé et Étienne-Maurille de Chambellé. Le vieux logis médiéval est abandonné au profit d'un nouveau manoir, de style néo-classique tel qu'on en voit à Nantes, il est construit 200 m. plus loin le long de l'actuelle rue d'Ancenis. À la Révolution française, les droits féodaux sont supprimés, mais les châteaux et la propriété des terres restent. À la mort de Pierre-Louis de Chambellé, en 1838, la propriété est vendue à Théophile Bureau de la Gaudinière (1806-1891). Voici la description tardive du vieux logis seigneurial lors d'un inventaire de 1746 : « Le château et le manoir seigneurial situé à l'issue du bourg de ladite paroisse de Saint-Pierre-de-la-Boessière, composé d'un grand corps de bâtiments avec deux tours aux deux extrémités, une petite cour au devant avec deux pavillons aux deux bouts servant de logements ; Lesdits corps de logis sont entourés de douves et se ferment par un pont-levis. Au-devant dudit pont se trouve une grande basse cour entourée de murs : elle renferme les pressoirs, celliers, magasins et écuries avec l'emplacement d'un vieux colombier. Derrière le logis est situé le jardin avec le verger, et au-delà de la douve, une grande prairie. Le tout est d'une contenance de quatre journaux et demi-tiers de journal de terre (soit environ 2 hectares de surface) »[6]. Sur le cadastre de 1808 (voir carte ci-jointe) (cadastre : feuille A3, parcelle no 482)[7] Le château actuel ou grand logis dans le bourg de la Boissière du Doré, qui est un manoir "récent" de style architectural classique avec des ouvertures encadrées de pierre de tuffeau, caractéristique du style nantais et des "folies nantaises" (maisons de plaisance de la riche bourgeoisie nantaise autour de la ville). Ce château devient le nouveau centre du domaine foncier agricole de la seigneurie de la Boissière. Il est situé le long de la rue d'Ancenis (feuille A3, parcelle no 696 du cadastre Napoléon de 1808).
- Laujardière, Terre à Vallet, en 1682 à Sidrach de Chambellé, lieutenant général des armées du Roi.

## Alliances
- Dugué de Boisbriant, de Kerguezec, de Langlays de La Cardinière, de Quélen, Tourainé